# Bessi
De Bessi waren een onafhankelijke Thracische stam die leefde in een gebied dat zich uitstrekte van Moesia tot aan het Rodopegebergte in Zuid-Thracië, maar vaak vermeld worden als in de buurt van de Haemus zwervend, de bergketen die Moesia scheidt van Thracië. Herodotos (VII 111.) beschreef hen als een soort van priesterkaste onder de Satrae, waarbij de Bessi interpretatoren zouden zijn van profetische uitingen door een priesteres gegeven een orakelschrijn van Dionysus dat zich op een bergtop bevond, waarvan men vermoedt dat het de Perperikon was.
In Strabo (VII 5.12.)worden de Bessi daarentegen beschreven als de meest gevreesde van de onafhankelijke Thracische stammen, op en in de buurt van het Haemusgebergte rondzwervend, en het grootste deel van het gebied rond deze bergketen in bezit hebbend.
De eerste die de Bessi - samen met de Dardaniërs - zou verslaan was Marucs Licinius Lucullus, die als consul in 73 v.Chr. de provincia Macedonia was toegewezen en al snel met de grove bezem door "zijn" provincia zou gaan (Livius, Ab urbe condita XXXIX 53.; Eutropius, VI 10.). Hij werd dan ook berucht om zijn wreedheid. Het was bij de Sarmatiërs, de Geten en de Bessi dat de beroemde Romeinse dichter Publius Ovidius Naso tijdens zijn ballingschap vertoefde en hem volgens eigen zeggen van beschaafd gezelschap beroofde (Tristia III 10.5, IV 1.67.). Na hem zal Plinius maior de Bessi vermelden in zijn encyclopedische Naturalis Historia (IV 11.).
Naar het eind van de 4e eeuw n.Chr. toe, bracht Nicetas de bisschop van Dacië het evangelie naar "deze bergwolven", de Bessi. Naar verluidt was zijn missie succesvol, en de verering van Dionysus en andere Thracische goden werd uiteindelijk vervangen door het christendom.
In de 11e-eeuwse Strategikontekst, beschreef Kekaumenos de Byzantijn de Vlachen (Roemenen en Aroemenen) als afstammelingen van de Daci en Bessi.

## Bessische monniken in de Sinaï
In 570, zei Antonius Placentius dat in de valleien van het Sinaïgebergte een klooster was met monniken die Grieks, Latijn, Syrisch, Egyptisch en Bessiaans spraken.
De oorsprong van de kloosters wordt verklaard in een middeleeuwse hagiografie geschreven door Simeon Metaphrastes, in de Vita Sancti Theodosii Coenobiarchae schreef hij dat Theodorus van Euchata op de kust van de Dode Zee een klooster stichtte met vier kerken, en in elk van deze werd een verschillende taal gesproken, waaronder het Bessiaans. De plaats waar de kloosters gesticht werden, werd "Cutila" genoemd, dat mogelijk een Thracische naam kan zijn.
Het is als argument aangehaald dat de naam "Bessam" gebezigd in de Sinaïregio een corrupte versie of alternatieve naam voor "Perzisch", "Slavisch", "Iberisch" of "Armeens" zou zijn, maar er is niets dat dit bewijst.